# Ретрофлексний абруптив
Ретрофлексний абруптив — тип приголосного звука, що існує в деяких людських мовах. Символ Міжнародного фонетичного алфавіту для цього звука — ʈʼ, а відповідний символ X-SAMPA — t`_>.